# Юркино (Крым)
Ю́ркино (до 1948 года Юргаков Кут; укр. Юркине, крымскотат. Yurgakov Kut, Юргаков Кут) — село в Ленинском районе Республики Крым, входит в состав Глазовского сельского поселения (согласно административно-территориальному делению Украины — Глазовского сельсовета Автономной Республики Крым).

## Население
| 2001 | 2014 |
| ---- | ---- |
| 92   | ↘69  |

Всеукраинская перепись 2001 года показала следующее распределение по носителям языка
| Язык       | Процент |
| ---------- | ------- |
| русский    | 86.96   |
| украинский | 10.87   |
| немецкий   | 2.17    |

### Динамика численности
- 1926 год — 365 чел.[10]
- 1989 год — 102 чел.[11]
- 2001 год — 82 чел.
- 2009 год — 100 чел.[12]
- 2014 год — 69 чел.[13]

## Современное состояние
Согласно КЛАДР России, на 2017 год в Юркино числится 16 улиц и 1 переулок, при этом сервис Яндекс.Карты показывает 2 улицы и 1 переулок; на 2009 год, по данным сельсовета, село занимало площадь 29 гектаров на которой, в 96 дворах, проживало 100 человек. Юркино связано автобусным сообщением с Керчью и соседними населёнными пунктами.

## География
Юркино расположено на северо-востоке Керченского полуострова, у впадения балки Сергеевская в бухту Булганак Азовского моря, южнее мысов Газан, Орел и Хрони, высота центра села над уровнем моря 2 м. Находится примерно в 78 километрах (по шоссе) на северо-восток от районного центра Ленино, ближайшая железнодорожная станция — Керчь — около 19 километров. Транспортное сообщение осуществляется по региональной автодороге 35Н-310 Глазовка — Юркино (по украинской классификации — С-0-10802).

## История
Впервые в доступных источниках встречается на трёхверстовой карте 1865—1876 года, где обозначен хутор Ахрая-Юроцкого, без указания числа дворов. К этому времени, после земской реформы Александра II, селение относилось к Керчь-Еникальскому градоначальству. На верстовой карте Крыма 1896 года в селении Юраков-Кут обозначено 16 дворов с русским населением. Другие данные о поселениях Керчь-Еникальского градоначальства дореволюционного времени пока недоступны, деревня Юргаков упоминается лишь в «Памятной книжке Керчь-Еникальского градоначальства на 1913 год».
После установления в Крыму Советской власти, по постановлению Крымревкома, 25 декабря 1920 года из Феодосийского уезда был выделен Керченский (степной) уезд, Керчь-Еникальское градоначальство упразднили, Постановлением ревкома № 206 «Об изменении административных границ» от 8 января 1921 года была упразднена волостная система и в составе Керченского уезда был создан Керченский район в который вошло село (в 1922 году уезды получили название округов). 11 октября 1923 года, согласно постановлению ВЦИК, в административное деление Крымской АССР были внесены изменения, в результате которых округа были отменены и основной административной единицей стал Керченский район. Согласно Списку населённых пунктов Крымской АССР по Всесоюзной переписи 17 декабря 1926 года, в селе Юргаков-Кут, Еникальского сельсовета Керченского района, числилось 75 дворов, из них 66 крестьянских, население составляло 365 человек (181 мужчина и 184 женщины). В национальном отношении учтено: 135 русских, 222 украинца, 4 татар, 3 греков, 1 записан в графе «прочие», действовала русская школа. Постановлением ВЦИК «О реорганизации сети районов Крымской АССР» от 30 октября 1930 года (по другим сведениям 15 сентября 1931 года) Керченский район упразднили и село включили в состав Ленинского, а, с образованием в 1935 году Маяк-Салынского района (переименованного 14 декабря 1944 года в Приморский) — в состав нового района. На подробной карте РККА Керченского полуострова 1941 года в селе Юргаков-Кут обозначено 64 двора.

В годы Великой Отечественной войны в районе мыса Хрони происходили высадки войск во время обеих десантных операций на Керченский полуостров. При Керченско-Феодосийской десантной операции в декабре 1941 года — январе 1942 года мыс штурмовали части 143-го полка 224-й стрелковой дивизии и 83-й отдельной бригады морской пехоты. Во время Керченско-Эльтигенской операции подразделения 10-го гвардейского стрелкового корпуса 56-й армии 10 ноября 1943 года освободили Юраков Кут. Перезахоронение останков погибших из братских и одиночных могил с близлежащей территории в одну братскую могилу проходило в 1944 году и 1953 году. Всего в братской могиле захоронено 2076 (по-другим данным 3153) павших бойцов. Памятник на братской могиле (авторы В. Довженко, П. Москаленко, А. Могилевец) установлен в 1975 году. Постановлением Совета министров Республики Крым № 627 от 20 декабря 2016 года памятник отнесён к категории объектов историко- культурного наследия России.

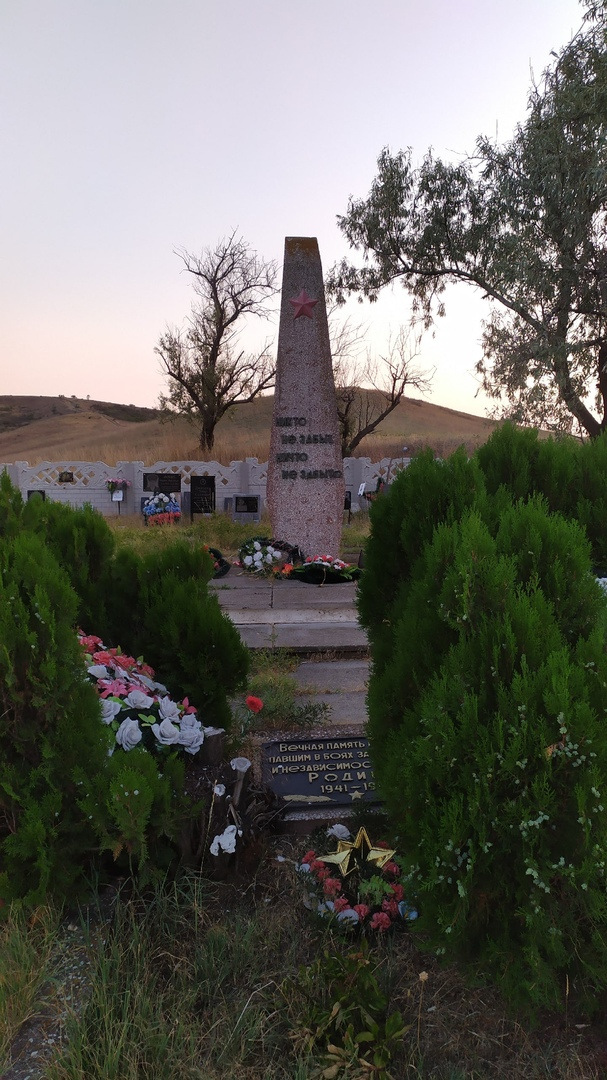
Братская могила советских воинов.
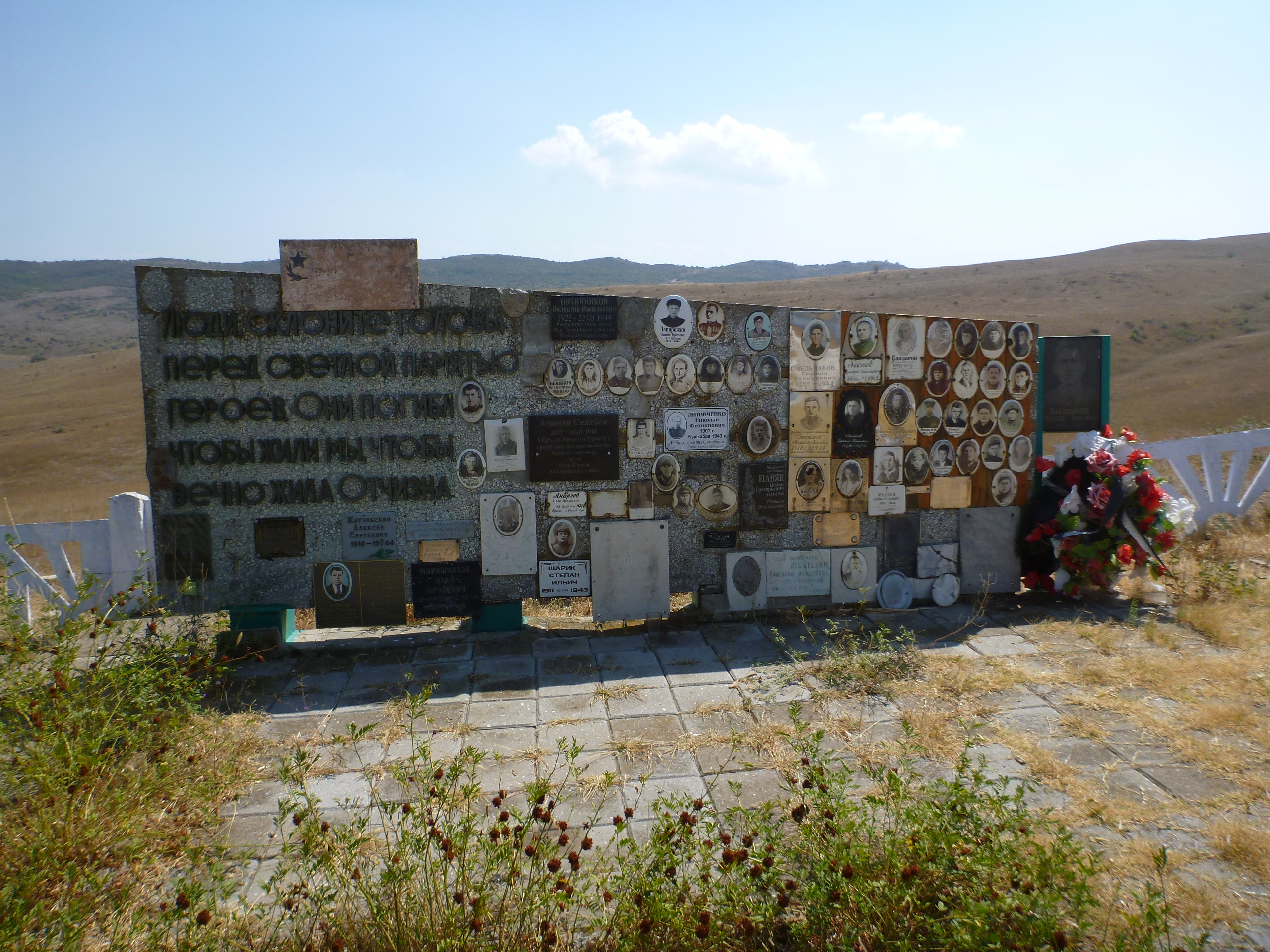
«Народный мемориал» на братской могиле.

После освобождения Крыма от фашистов, 12 августа 1944 года было принято постановление № ГОКО-6372с «О переселении колхозников в районы Крыма» и в сентябре 1944 года в район приехали первые новоселы (240 семей) из Тамбовской области, а в начале 1950-х годов последовала вторая волна переселенцев из различных областей Украины. С 25 июня 1946 года Юраков-Кут в составе Крымской области РСФСР. Указом Президиума Верховного Совета РСФСР от 18 мая 1948 года, Юраков-Кут переименовали в Юркино. 26 апреля 1954 года Крымская область была передана из состава РСФСР в состав УССР. Время включения в Глазовский сельсовет пока не установлено: на 15 июня 1960 года село уже числилось в его составе. Указом Президиума Верховного Совета УССР «Об укрупнении сельских районов Крымской области», от 30 декабря 1962 года Приморский район был упразднён и вновь село присоединили к Ленинскому. По данным переписи 1989 года в селе проживало 102 человека. С 12 февраля 1991 года село в восстановленной Крымской АССР, 26 февраля 1992 года переименованной в Автономную Республику Крым. С 21 марта 2014 года в составе Крыма, Россия..